# Sendeturm Smilde
Der Sendeturm Smilde ist ein 303,5 Meter hoher Hybridturm des niederländischen Rundfunks für UKW und TV, der 1958 in der Nähe von Smilde fertiggestellt wurde.

## Geschichte
Der Sendeturm Smilde wurde 1959 in Betrieb genommen und war im Norden der Niederlande das höchste Bauwerk. Am 14. August 1968 wurde er von einem US-amerikanischen Kampfjet des Typs North American F-100 gestreift und die Spitze des Antennenmastes stark verbogen.
Nach einem Brand ist der abgespannte Sendemast am 15. Juli 2011 in der Mitte durchgebrochen und eingestürzt. Der untere Stahlbetonturm wurde bei dem Einsturz ebenfalls beschädigt. Alle von dort abgestrahlten öffentlichen und kommerziellen Rundfunk- und TV-Programme fielen aus, davon war ein Großteil des Nordens der Niederlande betroffen. Deshalb wurde am 4. August 2011 der am 27. März 2011 stillgelegte Mittelwellensender Orfordness angemietet, um die betroffenen Regionen mit dem Programm von Radio 1 versorgen zu können. Am 31. Oktober 2011 begann man mit dem Wiederaufbau des Senders. Der Wiederaufbau ist Mitte Mai 2012 abgeschlossen worden. In der Nacht vom 14. auf den 15. September 2012 wurde der Sendeturm wieder in Betrieb genommen. Der letzte Sender wurde in der Nacht vom 24. auf den 25. September 2012 aufgeschaltet.

## Beschreibung
Dieser Sendeturm ist wie der Gerbrandytoren als Hybridturm ausgeführt. Er besteht aus einem 80 Meter hohen Stahlbetonturm, auf dem ein 223,5 Meter hoher abgespannter Sendemast montiert ist, so dass die Konstruktion eine Gesamthöhe von 303,5 Metern hat. Ursprünglich war dieser Turm, der für die Öffentlichkeit nicht zugänglich ist, nur 270 Meter hoch.

## Abgestrahlte Programme
Von diesem Turm aus werden die öffentlich-rechtlichen sowie die Privaten Radio- bzw. Fernsehprogramme für die Provinzen Groningen, Friesland und Drenthe ausgestrahlt. Die Reichweite ist vergleichsweise hoch, sodass einige Programme noch in weiten Teilen Niedersachsens und Nordrhein-Westfalens empfangbar sind.
| Frequenz (MHz) | Programm           | Leistung in Kilowatt |
| -------------- | ------------------ | -------------------- |
| 91,8           | NPO Radio 1        | 93                   |
| 88,0           | NPO Radio 2        | 93                   |
| 88,6           | NPO 3FM            | 40                   |
| 94,8           | NPO Radio Klassiek | 93                   |
| 90,8           | Radio Drenthe      | 3                    |
| 101,0          | SkyRadio           | 93                   |
| 100,4          | Q-Music            | 90                   |
| 89,6           | BNR Nieuwsradio    | 5                    |
| 99,6           | SLAM!              | 6                    |
| 94,2           | 100% NL            | 1                    |
| 97,1           | RADIONL            | 0,32                 |
| 98,7           | Joy Radio          | 46                   |
| 87,6           | Radio 10           | 25                   |
| 102,2          | Radio 538          | 10                   |
| 90,5           | Sublime FM         | 14                   |
| 104,2          | RadioNL            |                      |
| 104,7          | Tukker FM          | 14                   |